# Abi (ägyptische Mythologie)
Abi (auch Aba) ist eine altägyptische Totengottheit, die seit dem Mittleren Reich belegt ist.

## Hintergrund

### Mittleres Reich

Darstellung des Panthers im Sonnenheiligtum des Niuserre

In den Sargtexten des Mittleren Reichs ist die Vorstellung bezeugt, dass der Verstorbene in der Duat die Gestalt eines Panthers annimmt. Auf einem „Zaubermesser“ ist eine Abbildung der Göttin Mafdet zu sehen, die auf den solaren und himmlischen Charakter des Panthers verweist. Auf ihm ist die Phase eines Sonnenlaufs zu sehen. Die gesamte Komposition einschließlich des Pantherkopfes endet in den Flügeln eines nicht zu erkennenden Wesens. Ägyptologen verorten daher die Handlung in den Leib des Himmelspanthers.
Etwa zeitgleich wird erstmals Bezug auf den weiblichen Panther genommen, der im Alten Reich noch als „gebärender göttlicher Panther“ (Netjeret Pehet) auf dem Relief in der Weltkammer des Sonnenheiligtums des Niuserre zu sehen ist.

### Neues Reich
Im Neuen Reich tritt ergänzend die Schutzfunktion der Gottheit Abi in den Vordergrund. Die Krallen (Anut) des göttlichen Panthers Abi „sind auf dem Verstorbenen“ und bewahren ihn dadurch vor den Mächten des Bösen.

### Griechisch-römische Zeit
Mit Beginn der griechisch-römischen Zeit ist Abi zunächst sowohl eine Erscheinungsform des Anubis als auch von Nephthys. In direktem Bezug steht die Entstehungsgeschichte bezüglich der Schutzfunktion des Pantherfells: In der Frühzeit soll der Sem-Priester das Pantherfell als magische Schutzfunktion benutzt haben, da Seth sich auf der Flucht vor Thot und Anubis in einen himmlischen Panther verwandelte, der jedoch anschließend gefangen und verbrannt wurde. Mit dem Anlegen des abgezogenen Imiut des Panthers sei die Gefahr durch Seth gebannt.